# 안목단
안목단(安牧丹, 1936년 8월 13일 ~ )은 대한민국의 군납 사업자이며, 사회사업가이다.
1961년 소령 계급의 군인이던 남편 김태종이 순직한 뒤 군납사업을 시작했다. 1972년 전사자 부인들과 함께 대구에서 군납 속옷공장을 열어 자활 기술 교육 등을 실시했다.
제5공화국 출범 직전 국가보위입법회의가 설치되었을 때는 여성계 대표 몫으로 입법의원이 되어 참여했다. 당시 직함은 대한민국전몰군경미망인회 회장이었다.
2007년 기준으로 한국여성복지연합회 회장으로 3번 연속 선출되어 재직 중이다. 사회복지법인 미망인모자복지회의 대표를 지냈으며, 국민훈장 모란장 수상자이기도 하다.

## 참고자료
- 조성원 기자 (2006년 6월 7일). “우리 곁의 국가 유공자/(5)새로운 삶 찾는 보훈가족”. KBS뉴스. 2008년 2월 14일에 확인함.[깨진 링크(과거 내용 찾기)]
- 유호상 기자 (2007년 3월 29일). “한국여성복지연합회장에 안목단 씨”. 국방일보. 2008년 2월 14일에 확인함.[깨진 링크(과거 내용 찾기)]